# Zlatý set
Zlatý set je v tenisové terminologii označení setu, v němž vítěz získal všechny body a soupeři nedovolil uhrát ani jednu vítěznou výměnu během sady. Výsledný poměr her 6–0 je tak dosažen minimálním možným počtem 24 bodů, když každý game vrcholil stavem 40:0. Na nejvyšší úrovni byl v historii tenisu zahrán pouze sedmkrát.   
Pokud vítěz takto získá celý zápas, hovoří se o zlatém zápasu.

## Přehled
Na vrcholné úrovni dosáhli zlatého setu čtyři ženy a dva muži. Poprvé se tak stalo na washingtonském turnaji v roce 1910, kdy čtyřnásobná grandslamová vítězka z dvouhry Američanka Hazel Wightmanová porazila krajanku Huiskampovou dokonce dvěma zlatými sety v zápase.
| Rok  | Vítěz               | Turnaj                    | Místo            | Poražený             | Výsledek           | Zdroj       |
| ---- | ------------------- | ------------------------- | ---------------- | -------------------- | ------------------ | ----------- |
| 1910 | Hazel Wightmanová   | Washington State Champ's  | Washington, D.C. | Huiskampová          | 6–0, 6–0           | [ 3 ]       |
| 1943 | Pauline Betzová     | Tri-State tournament      | Cincinnati       | Catherine Wolfová    | 6–0, 6–2           | [ 4 ]       |
| 1983 | Bill Scanlon        | WCT Gold Coast Classic    | Delray Beach     | Marcos Hocevar       | 6–2, 6–0           | [ 5 ]       |
| 1995 | Tine Scheuer-Larsen | euroafrická zóna Fed Cupu | Nairobi          | Mmaphala Letsatleová | 6–0, 6–0           | [ 6 ]       |
| 2012 | Jaroslava Švedovová | Wimbledon                 | Londýn           | Sara Erraniová       | 6–0, 6–4           | [ 5 ] [ 7 ] |
| 2013 | Julian Reister      | kvalifikace US Open       | New York         | Tim Pütz             | 6–7(3–7), 6–4, 6–0 | [ 1 ] [ 8 ] |

## Blízko zlatému setu
Poté, co Jaroslava Švedovová uštědřila zlatý set Saře Erraniové  ve Wimbledonu 2012, doplnil Ed McGrogan příběh otištěný v médiu Tennis.com. Uvedl v něm, že se Švedovová, tehdy jako kvalifikantka, přiblížila zlatému setu již v zápase druhého kola memphiského Regions Morgan Keegan Championships 2006 proti sedmé nasazené Američance Amy Frazierové. V rozhodujícím momentu za stavu 5–0 a 40:0 – jeden míč od zisku zlaté sady –, ovšem zahrála dvojchybu. Statistiky však ukázaly nepravdivost tohoto tvrzení. Kazaška vyhrála „pouhých“ prvních 19 bodů úvodního setu, tedy pět míčů jí scházelo do zlatého setu. Sama však následně utržila dva kanáry, když zápas prohrála divokým výsledkem 6–1, 0–6 a 0–6.